# Cirque (géographie)
Pour les articles homonymes, voir Cirque (homonymie).
 (septembre 2019).

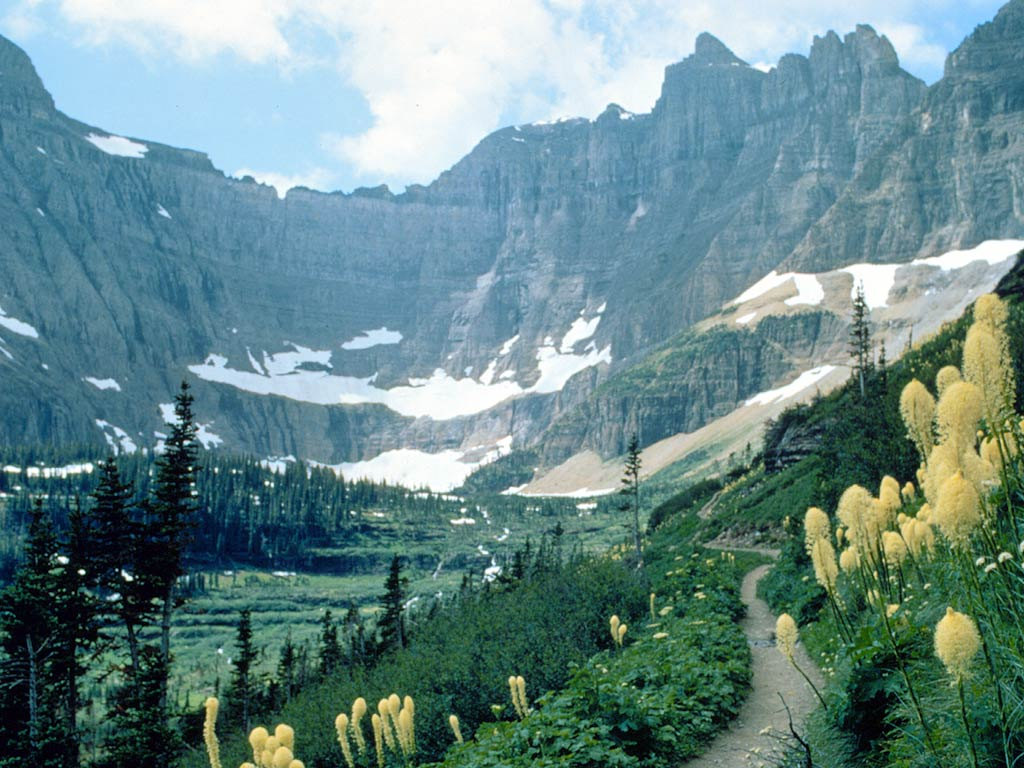
Exemple de cirque glaciaire, dans le parc national de Glacier aux États-Unis.

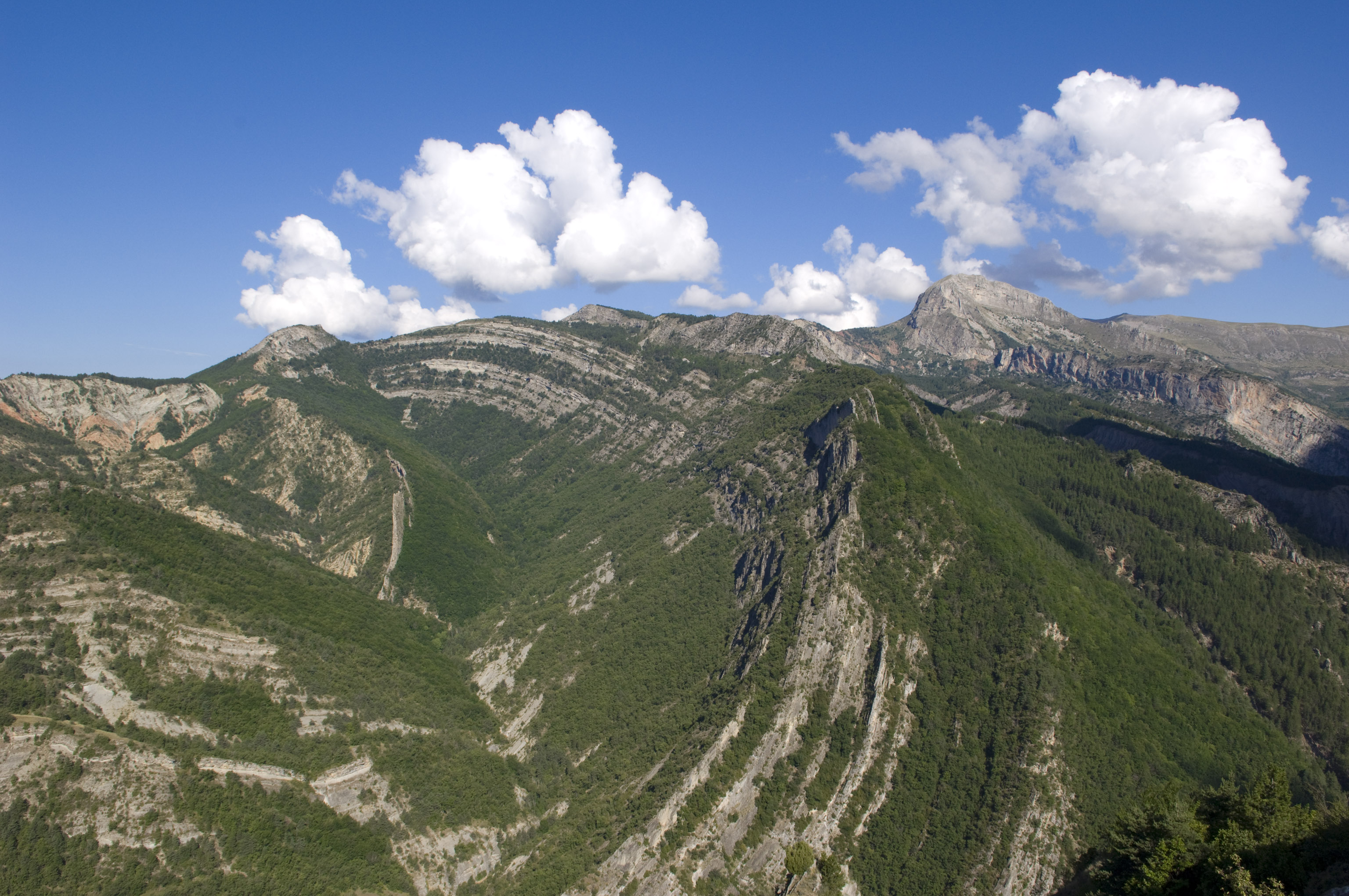
Le vélodrome du Vieil Esclangon (ou ravin du Vèze) est un cirque dont les couches de molasse ont été plissées par la poussée alpine, et certaines redressées à la verticale comme la lame de Facibelle (lame de grès d'une cinquantaine de mètres de haut, formée par le dernier banc de la molasse).

Un cirque, en géomorphologie, ou cirque naturel, est une enceinte naturelle à parois abruptes, de forme semi-circulaire (parfois circulaire), formée par une dépression d'origine glaciaire — appelé alors cirque glaciaire — ou volcanique (comme à La Réunion), ou hydrologique (liée à des méandres encaissés), ou encore formé par l'érosion karstique (comme le cirque de Ramon, près de la ville israélienne de Mitzpe Ramon, alors appelé makhtesh).

## Cirques en France

### Dans les Alpes
Dans les Alpes, on peut citer :

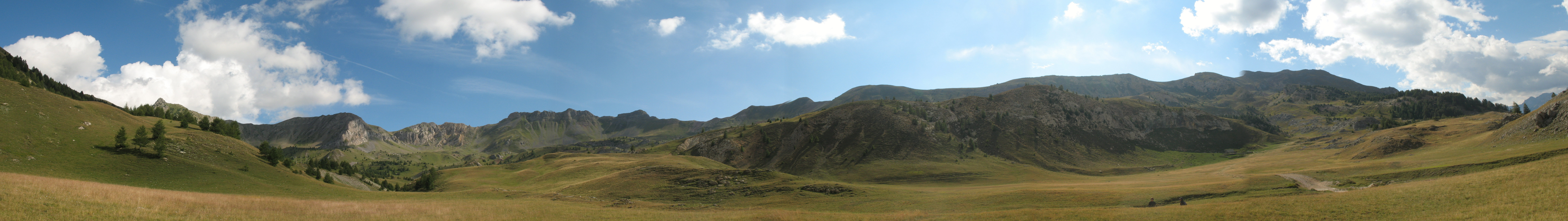
Le cirque de Morgon dans les Hautes-Alpes.

- le cirque du Fer-à-Cheval à Sixt-Fer-à-Cheval (Haute-Savoie) ;
- le cirque « le Bout du Monde » à Sixt-Fer-à-Cheval (Haute-Savoie) ;
- le cirque de Morgon à Crots (Hautes-Alpes) ;
- le cirque du mont Viso à Ristolas (Hautes-Alpes) ;
- le cirque de Saint-Même à Saint-Pierre d'Entremont (Savoie) et Saint-Pierre d'Entremont (Isère).

### En Côte-d'Or
- Le cirque du Bout du Monde à Vauchignon.

### Dans le Jura
Dans le Jura français, certaines reculées sont terminées en cirques comme celle de Baume-les-Messieurs, des Planches-près-Arbois (Fer à cheval) ou de Chalain :
- le cirque de la Roche Fauconnière à Giron (Ain) ;
- le cirque de Consolation à Consolation-Maisonnettes (Doubs) ;
- le Bout du Monde à Beure (Doubs).

En Suisse, le Creux-du-Van est un cirque situé à La Grande Béroche en région Littoral du canton de Neuchâtel.

### Dans les Pyrénées
Le cirque de Gavarnie est un des cirques les plus connus des Pyrénées. On y donne en été des représentations théâtrales. On peut aussi citer :
- le cirque d'Anglade, en Ariège ;
- le cirque de Cagateille, en Ariège ;
- le cirque d'Estaubé, dans les Hautes-Pyrénées ;
- le cirque du Litor, dans les Hautes-Pyrénées ;
- le cirque du Lys, dans les Hautes-Pyrénées ;
- le cirque de Troumouse, dans les Hautes-Pyrénées ;
- le cirque de Sainte-Engrâce, dans les Pyrénées-Atlantiques ;
- le cirque de Lescun, dans les Pyrénées-Atlantiques.

### Dans le Massif central

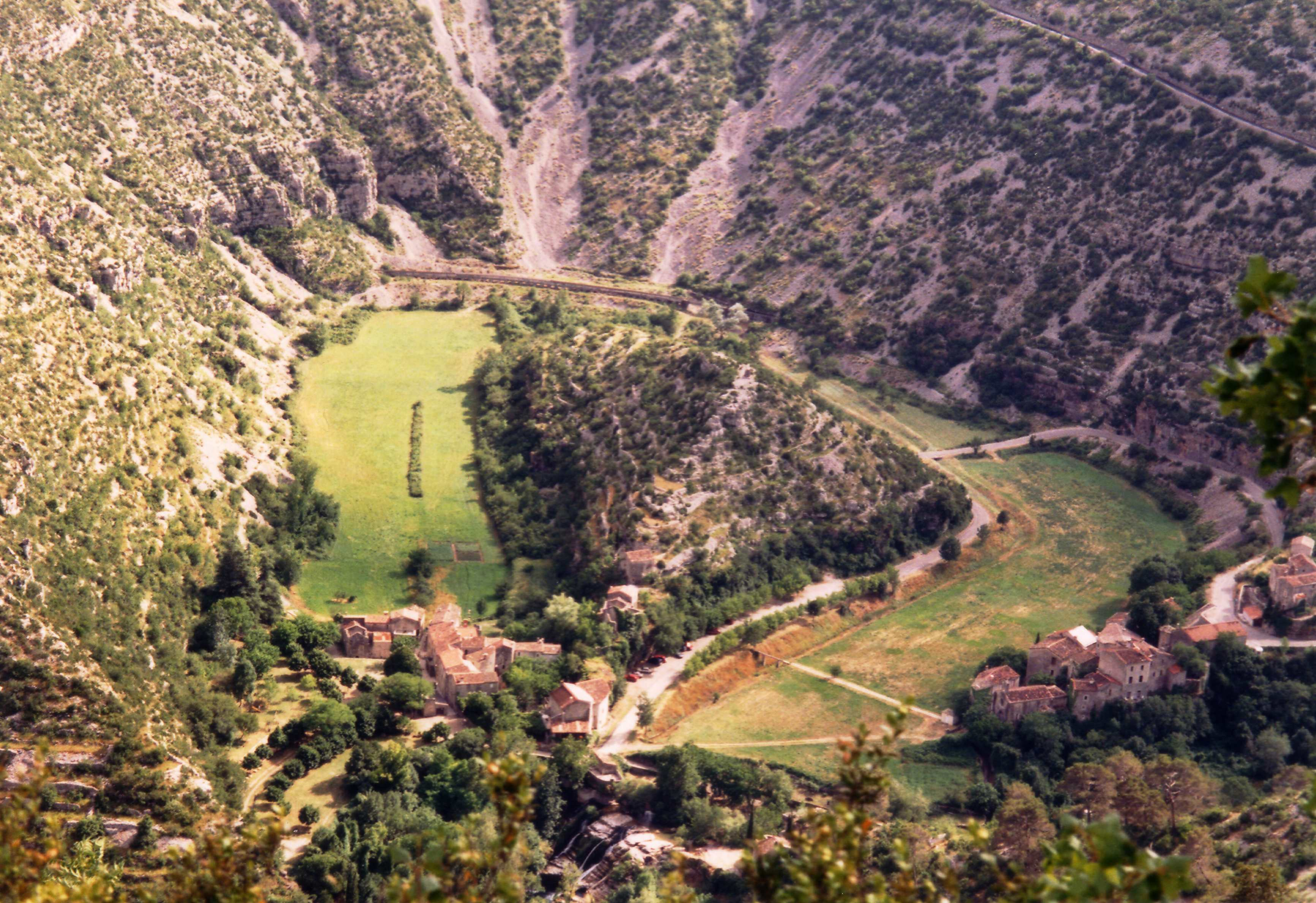
Navacelles (commune de Saint-Maurice-Navacelles et commune de Blandas) au fond du cirque de Navacelles.

On peut citer, pour le Massif central :
- le cirque de Vissec, dans le Gard ;
- le cirque de Navacelles, dans l'Hérault et le Gard ;
- le cirque de Mourèze, dans l'Hérault ;
- le cirque de Tournemire, en Aveyron ;
- le cirque de Saint-Paul-des-Fonts, en Aveyron ;
- le cirque de Mandailles, dans le Cantal ;
- le cirque de Freysselines, en Corrèze.

### À La Réunion
Sur l’île de La Réunion, trois cirques qui sont autant de caldeiras entourent le piton des Neiges : Cilaos au sud, Mafate au nord-ouest et Salazie au nord-est. La cuvette formée par les forêts de Bébour et Bélouve est parfois considérée comme un quatrième cirque dégradé, le cirque des Marsouins.

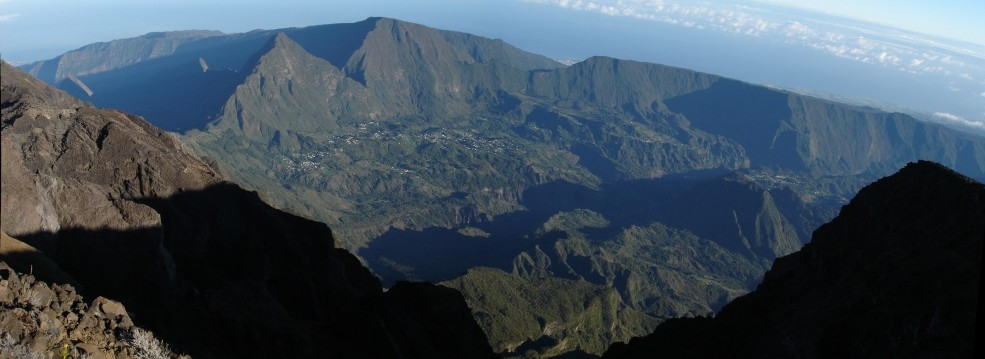
Le cirque de Salazie vu depuis le piton des Neiges, à La Réunion.